# Вязычин (Могилёвская область)
Вязы́чин (бел. Вязычын) — деревня в составе Свислочского сельсовета Осиповичского района Могилёвской области Белоруссии.

## Географическое положение
Вязычин, на север от которого расположена река Березина, расположена в 29 км на северо-восток от Осиповичей, в 10 км от ж/д станции Елизово и в 122 км от Могилёва. Связи осуществляются по автодороге Елизово — Гродзянка. Планировку составляет прямолинейная улица, с обеих сторон застроенная деревянными домами и с юга примыкающая к автомобильной дороге.

## История
Известная уже в середине 1830-х годов, деревня насчитывала в то время больше 60 жителей. В 1847 году Вязычин упоминался как деревня в составе имения Свислочь Бобруйского уезда Минской губернии с 14 дворами и 82 жителями. По переписи 1897 года числился уже в Свислочской волости Бобруйского уезда с 44 дворами и 284 жителями. Также был упомянут рядом находящийся одноимённый фольварк с 3 дворами и 52 жителями. Винокуренный завод был здесь основан в 1906 году и насчитывал 7 рабочих в 1913 году. В 1917 году в Вязычине было уже 59 дворов и 399 жителей, а в фольварке — 146 жителей. В том же году местные жители захватили помещичьи земли с посевами. С февраля по ноябрь 1918 года Вязычин был оккупирован германскими войсками, с августа 1919 по июль 1920 года — польскими. Большой участок некогда помещичьей земли был в 1923 году присоединён к деревне. В феврале 1930 года был основан здесь колхоз «Новая нива».
Во время Великой Отечественной войны Вязычин был оккупирован немецко-фашистскими войсками с конца июня 1941 года по 30 июня 1944 года; 23 жителя погибли на фронте. Кроме последних, в местных боях в 1941—1944 годах с оккупантами погибли 13 советских солдат и партизан, которые были похоронены в братской могиле на местном кладбище, где в 1974 году был установлен обелиск. Оккупантами было сожжено 42 двора.
К Вязычину, имевшему в те годы магазин, библиотеку и клуб, в 1967 году была присоединена деревня Прудище.
В 1886 году в Вязычине была открыта школа грамоты, в которой в 1890 году обучались 15 детей. В 1925 году здесь уже проходили обучение 84 ребёнка обоего пола.
Вязычин является родиной белорусского писателя А. М. Наливайко.

## Население
- 1847 год — 82 человека, 14 дворов[1]
- 1897 год — 284 человека, 44 двора[1]
- 1917 год — 399 человек, 59 дворов[1]
- 1926 год — 449 человек, 70 дворов[1]
- 1959 год — 296 человек[1]
- 1970 год — 271 человек[1]
- 1986 год — 188 человек, 92 хозяйства[1]
- 2002 год — 135 человек, 60 хозяйств[1]
- 2007 год — 109 человек, 48 хозяйств[1]

## Комментарии
1. ↑  Название и ударение даны по: Назвы населеных пунктаў Рэспублікі Беларусь: Магілёўская вобласць: нарматыўны даведнік / І. А. Гапоненка і інш.; пад рэд. В. П. Лемцюговай. — Минск: Тэхналогія, 2007. — С. 67. — 406 с. — ISBN 978-985-458-159-0.